# Quảng Phúc (xã)
Quảng Phúc là một xã thuộc huyện Quảng Xương, tỉnh Thanh Hóa, Việt Nam.

## Địa lý
Xã Quảng Phúc nằm phía tây nam huyện Quảng Xương, có vị trí địa lý:
- Phía đông giáp xã Quảng Trường
- Phía tây giáp huyện Nông Cống
- Phía nam giáp huyện Nông Cống và xã Quảng Khê
- Phía bắc giáp huyện Nông Cống xã Quảng Ngọc.

Xã Quảng Phúc có diện tích 11,78 km², dân số năm 2018 là 7.384 người, mật độ dân số đạt 627 người/km².

## Lịch sử
Từ xa xưa trên địa bàn xã này có tuyến kênh Nhà Lê nối từ  kinh đô Hoa Lư đến Đèo Ngang đi qua, là tuyến đường thủy đầu tiên trong lịch sử Việt Nam và được coi là tuyến đường Hồ Chí Minh trên sông vì những đóng góp cho các cuộc chiến tranh của người Việt (hiện là một đoạn của sông Yên theo tên gọi địa phương).
Địa bàn xã Quảng Phúc hiện nay, vào đầu thế kỉ 19 thuộc tổng Văn Trinh, huyện Ngọc Sơn, phủ Tĩnh Gia, nội trấn Thanh Hóa, đến đời Đồng Khánh thì thuộc tổng Ngọc Đới. Cuối thế kỉ 19 (sau đời vua Đồng Khánh), hai tổng Văn Trinh và Ngọc Đới chuyển về huyện Quảng Xương cùng phủ Tĩnh Gia, tỉnh Thanh Hóa.
Sau năm 1945, Quảng Phúc là một xã thuộc huyện Quảng Xương, tên gọi Quảng Phúc xuất hiện từ đây.
Năm 1954, tách một phần diện tích và dân số của xã Quảng Phúc được tách ra để lập xã Quảng Vọng.
Sau khi chia tách, xã Quảng Vọng gồm có 4 làng:
- Phúc Tâm: tên nôm là làng Pheo, trước năm 1945 là làng Bao Khí. Năm 1954 được chia thành 3 xóm: Vọng Phú, Vọng Mạnh và Vọng Thành. Từ năm 2003 là các thôn 1, 2, 3.
- Ngọc Nhị: đầu thế kỉ 19 là thôn Ngọc Nhĩ thuộc xã Ngọc Bôi, tổng Văn Trinh, thời Đồng Khánh thuộc xã Ngọc Lịch, tổng Ngọc Đới. Năm 1954 được chia thành 8 xóm: Vọng Trạch, Vọng Chánh, Vọng Quang, Vọng Vinh, Vọng Thọ, Vọng Hưng, Vọng Cảnh, Vọng Thảo. Nay là các thôn 4, 5, 6.
- Văn Giáo: đầu thế kỉ 19 là xã Văn Triền, tổng Văn Trinh, thời Đồng Khánh là thôn Văn Giáo thuộc tổng Ngọc Đới. Năm 1954 chia thành 2 xóm là Vọng Tài và Vọng Toàn, nay là thôn 8.
- Liên Sơn: gồm 2 xóm là Vọng Liên và Vọng Sơn, nay là các thôn 7, 9 và 10.

Xã Quảng Phúc còn lại 3 làng:
- Ngọc Đới: tên nôm là làng Giải; đầu thế kỉ 19 là thôn Ngọc Đới thuộc xã Ngọc Đới, tổng Văn Trinh, thời Đồng Khánh thuộc xã Ngọc Đới, tổng Ngọc Đới. Năm 1954 được chia thành 7 xóm: Chợ Vàng, Phúc Trên, Phúc Lộc, Phúc Nguyên, Phúc Thủy và Phúc Tân. Năm 1993 chia thành 2 thôn là Ngọc Đới Bắc và Ngọc Đới Nam. Năm 1996 chia thành 4 thôn là Ngọc Đới 1, Ngọc Đới 2, Ngọc Đới 3 và Ngọc Đới 4.
- Ngọc Bồn: tên nôm là làng Bùn; đầu thế kỉ 19 là thôn Ngọc Bôi thuộc xã Ngọc Bôi, tổng Văn Trinh, thời Đồng Khánh là thôn Ngọc Bồn thuộc xã Ngọc Lịch, tổng Ngọc Đới. Năm 1955 đổi tên là làng Thanh Minh và được chia thành 2 xóm: Phúc Thanh và Phúc Minh.
- Bình Nậu: tên nôm là làng Trún; đầu thế kỉ 19 là xã Bình Nậu, tổng Văn Trinh, thời Đồng Khánh thuộc tổng Ngọc Đới. Năm 1985 gọi là Văn Bình.

Trước khi sáp nhập, xã Quảng Vọng có diện tích 6,94 km², dân số là 4.603 người, mật độ dân số đạt 663 người/km². Xã Quảng Phúc có diện tích 4,84 km², dân số là 2.781 người, mật độ dân số đạt 575 người/km².
Ngày 16 tháng 10 năm 2019, Ủy ban Thường vụ Quốc hội ban hành Nghị quyết số 786/NQ-UBTVQH14 về việc sắp xếp các đơn vị hành chính cấp xã thuộc tỉnh Thanh Hóa (nghị quyết có hiệu lực từ ngày 1 tháng 12 năm 2019). Theo đó, sáp nhập toàn bộ diện tích và dân số của xã Quảng Vọng vào xã Quảng Phúc.